# 合法的支配
合法的支配（ごうほうてきしはい）は、社会学用語の一つ。これはマックス・ヴェーバーによって提唱された、社会の支配形態の一つである。マックス・ヴェーバーは、社会の支配には3つの形態があると提唱しており、この合法的支配はその中の一つにあたる。合法的支配において支配されている社会というのは、人民に対して法規を遵守することを要請することによって、支配と服従の関係を成り立たせているといった形式である。このために支配者が人民に対して命令を下す場合があったならば、その命令というのは法規に従っている内容であるがゆえに有効となるということである。人民の側も行動を起こす場合には、それが合法的な行動であるがために、その行動は正当化されるということである。